# Pebble Island
Pour les articles homonymes, voir Pebble.
L'île Pebble (en anglais : Pebble Island, en espagnol : Isla Borbón) est située au nord de la Grande Malouine et elle est la cinquième plus grande île de l'archipel des Malouines.

## Administration
Les îles sont administrées par le Royaume-Uni dans le cadre du Territoire britannique d'outre-mer des îles Falkland. Elle est revendiquée par la République argentine, qui en fait une partie du Département des îles de l'Atlantique Sud dans la province de Terre de Feu, Antarctique et îles de l'Atlantique sud.

## Description
L'île s'étend sur 35 kilomètres et environ 6 kilomètres à son point le plus large. Ses trois points culminants sont First Mountain (277 m), Middle Mountain (214 m) et Marble Mountain (237 m), qui se trouvent tous dans la partie ouest de l'île. La partie orientale de l'île a des lacs et des zones humides et a une grande valeur de conservation. Les deux moitiés sont reliées par un isthme sur lequel se trouve Pebble Island Settlement où vivent les habitants. L'île est une ferme ovine depuis 1846 ; 6.000 moutons Corriedale (en) y sont élevés, ainsi que 125 têtes de bovins de boucherie et de vaches laitières. [4]

## Le village
Pebble Island Settlement (nom espagnol/argentin : Puerto Calderón est le siège de la ferme de Pebble Island, et est situé sur l'isthme de l'île. Il y a un magasin (ouvert trois jours par semaine), une école à classe unique, une piste d'atterrissage, un hôtel et un terrain de golf.

## Historique
Le nom espagnol de la colonie Puerto Calderón (qui signifie « Port du Chaudron ») reflète les débuts de la région en matière de chasse aux phoques et manchots pour leur huile et graisse.
La ferme a été créée en 1846 par John Markham Dean (ailleurs, John Henry Dean), un Anglais qui a acheté Pebble et trois îles voisines pour 400 £. L'entreprise familiale de Dean est passée à Dean Brothers Ltd, mais elle est actuellement gérée localement par Raymond Evans, le petit-neveu de Johnny Evans qui a introduit des moutons sur l'île et abattu le premier bétail sauvage.
Plus récemment, Pebble Island Settlement est devenu l'une des premières des îles Malouines à utiliser des éoliennes, permettant ainsi d'y produire depuis la majeure partie de son électricité.
En octobre 2018, il a été annoncé que Pebble Island était à vendre par Claire Harris, descendante de John Markham Dean. Le nouvel acheteur devrait obtenir une licence du gouvernement des Malouines pour s'assurer que l'île est maintenue en ligne avec le reste des îles.[C'est-à-dire ?].

## Guerre des Malouines
Pendant la guerre des Malouines, l'île a été occupée par les forces argentines qui ont créé l' Estación Aeronaval Calderón (station aéronavale de Calderon), protégée par des éléments du 2ème bataillon d'infanterie navale, qui a été combattue avec succès par le British Special Air Service lors du Raid sur l'île Pebble. Trente à cent cinquante soldats argentins étaient basés ici pour protéger l'aérodrome.
Le destroyer britannique HMS Coventry a été coulé au large de Pebble Island. Selon l'enquête sur sa perte, le navire a coulé à 10 miles (16 km) au nord de Pebble Island en mai 1982. Il y a des mémoriaux sur l'île au destroyer britannique HMS Coventry et à un Learjet argentin, tous deux détruits pendant le conflit.

## Zone ornithologique
L'île peut être divisée en une zone est marécageuse, connue pour ses anseriformes et ses limicoles ainsi qu'une zone ouest vallonnée, connue pour ses sphenisciformes.
Le groupe des îles Pebble, y compris White Island beaucoup plus petite et certains îlots, a été identifié par BirdLife International comme une zone importante pour la conservation des oiseaux. Les oiseaux pour lesquels le site est important pour la conservation comprennent : le brassemer des Malouines (100 couples reproducteurs), l'ouette à tête rousse (175 couples), le manchot papou (1700 couples), le gorfou sauteur (6800 couples), le gorfou doré (10 couples), le pétrel géant (20 couples), le puffin fuligineux (100 couples), le caracara austral, le mélanodère à sourcils blancs, le cinclode fuligineux et le troglodyte de Cobb. Le cygne à cou noir et le coscoroba blanc se reproduisent aussi sur l'île principale.

## Galerie

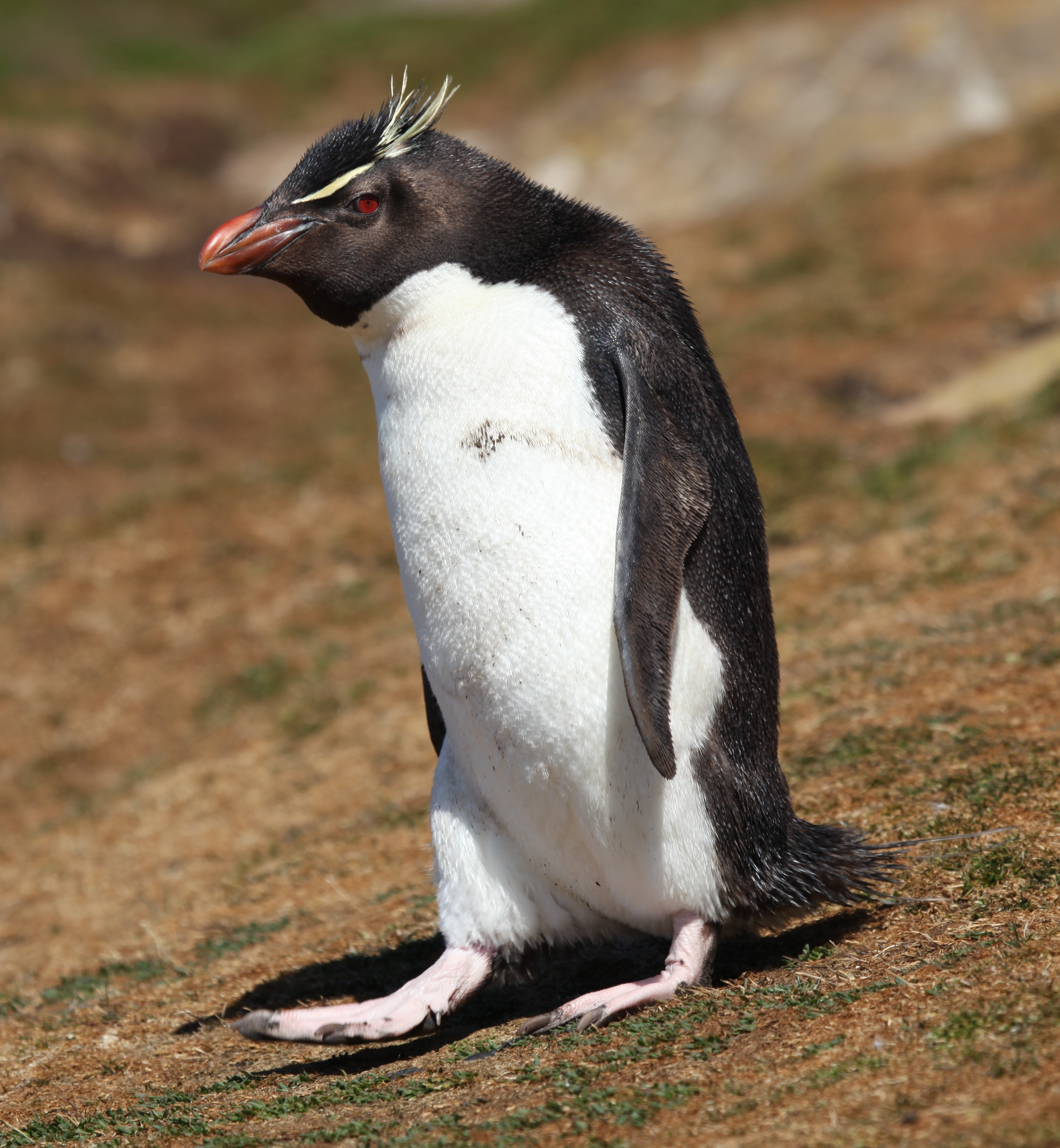
Gorfou sauteur
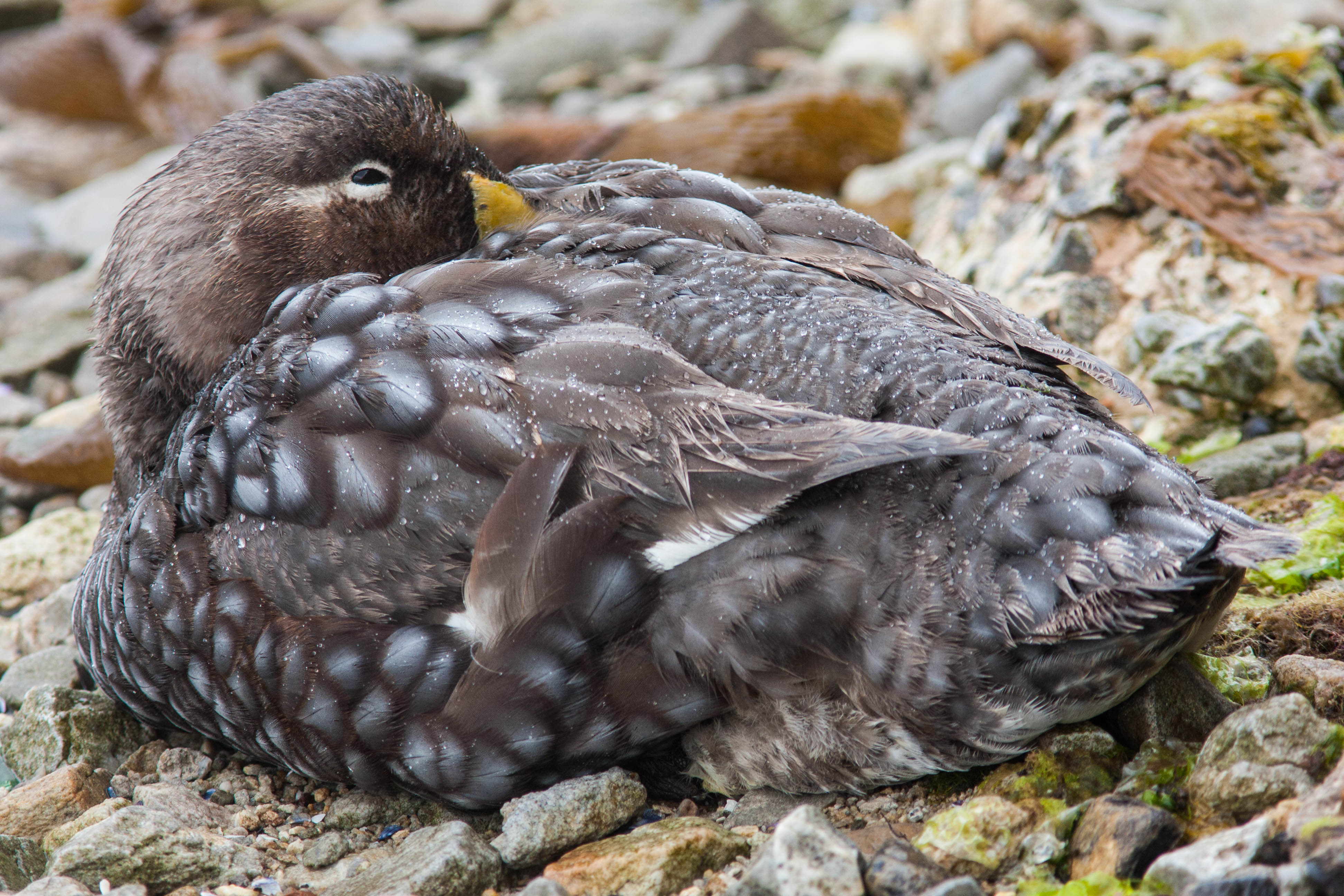
Brassemer des Malouines
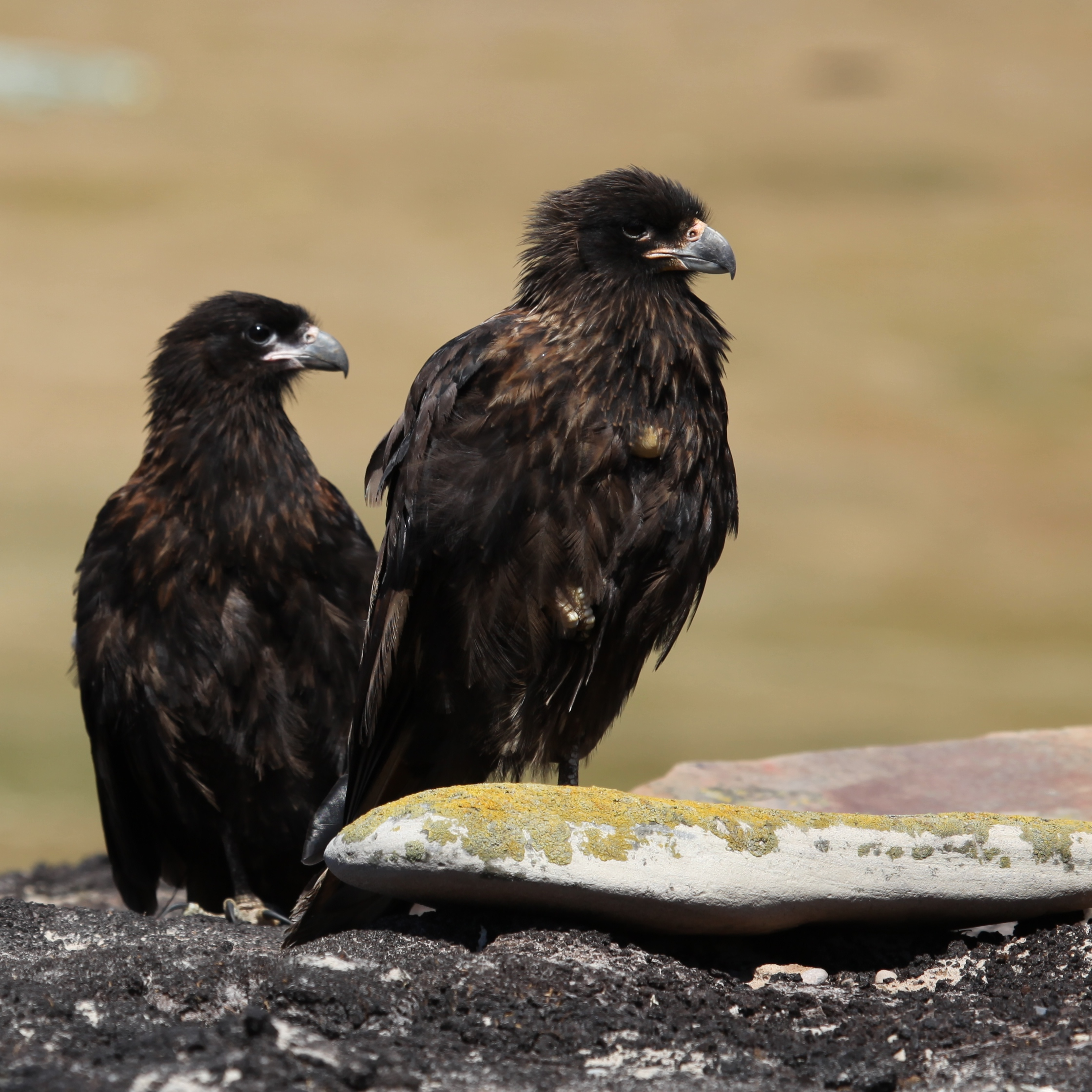
Caracara austral
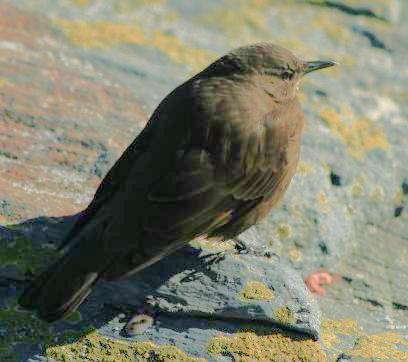
Cinclode
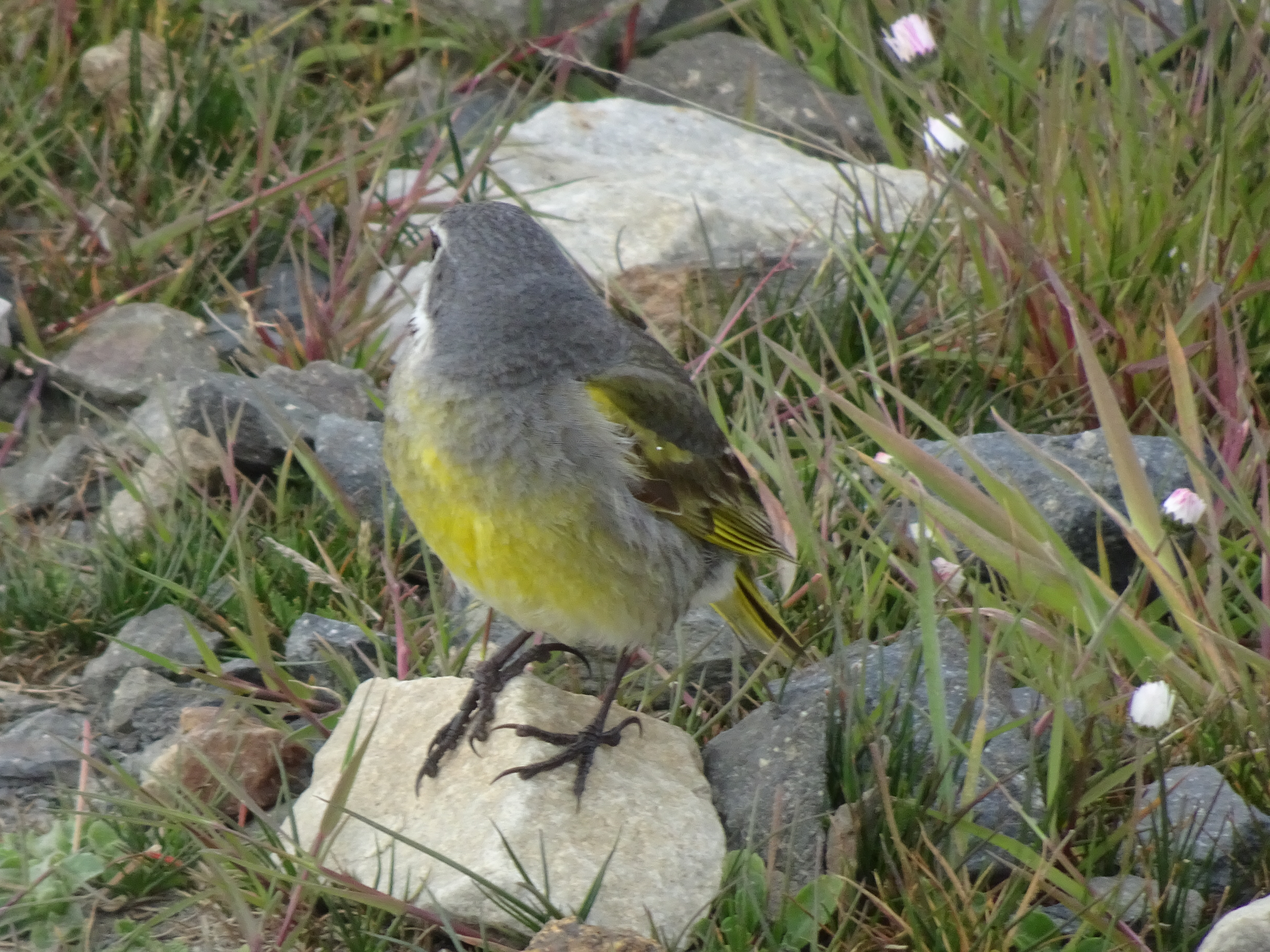
Mélanodère
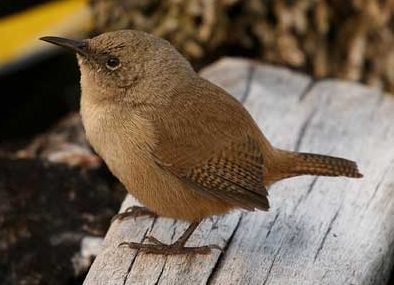
Troglodyte de Cobb